# Рен (приток Ожона)
Рен (фр. Renne) — река в департаменте Верхняя Марна региона Гранд-Эст на северо-востоке Франции. Приток реки Ожон бассейна Сены. Начинается у коммуны Отревиль-сюр-ля-Ренн.

## География
Длина реки — 20,1 км. Она берёт начало к северо-западу от коммуны Бюксьер-ле-Вильер у коммуны Отревиль-сюр-ля-Ренн на высоте 320 м над уровнем моря, пересекает Монтери. Впадает в Ожон близ коммун Ренпон на высоте 206 м над уровнем моря.

### Бассейн
Рен пересекает одну гидрографическую зону площадью 100 км², из которых 49,78 % приходится на леса и природные зоны, 49,35 % — на сельские угодья, 0,80 % — окультуренные зоны. У реки нет известных притоков.

### Пересекаемые коммуны
Рен протекает через следующие три коммуны: Отревиль-сюр-ля-Ренн, Монтери, Ренпон. По этой реке названы Отревиль-сюр-ля-Ренн и Ренпон.